# Perzselő szenvedélyek (televíziós sorozat, 2020)
A Perzselő szenvedélyek (eredeti cím: Alev Alev) egy 2020 és 2021 között vetített török televíziós sorozat, melynek főszereplői Demet Evgar, Hazar Ergüçlü és Dilan Çiçek Deniz. Törökországban a Show TV sugározta a sorozatot 2020. november 5. és 2021. május 27. között, Magyarországon 2021. november 9 és 2022. március 24. között vetítette az RTL Klub. A sorozat a Le Bazar de la Charité című francia minisorozat feldolgozása.

## Történet
A sorozat a Csiszternában megrendezése kerülű jótékonysági rendezvényel kezdődik amit Rüya rendezett meg az eseményre a barátja Iskender és legjobb barátnője Cicek is elkiséri, Cicek épp most készül férjhez menni barátjához Alihoz, ekőzben egy fiatal nő Cemre próbál megszökni kislányával Günessel a phiszchopata férje Celebi elől aki állandóan bántalmaza a nőt és mindenkinek azt hazudja hogy Cemre beteg,emiatt Cemre úgy dönt hogy a rendezvényre elmegy majd elrejti a telefonját hogy a férje aki állítólag elutazott ne találja meg. Az ünnepségen azonban ekkor váratlan esemény történik egy hirtelen jött robbanás miatt tűz üt ki a Csiszternában Rüya Iskender és Cicek próbál kimenekülni azonban Rüya elájul Iskender pedig menekülés közben véletlenül ellőki Ciceket aki súlyos égési sérüléseket szenved. Rüya végül Ömer aki az eseményen pincérként dolgozik segítségével megmenekül. Eközben Cemre akit kirabolnak találkozik Ozannal majd megkéri a férfit hogy rejtse el a házában Celebi elől majd megprobálja mindenkivel elhitettni hogy meghalt. Ciceket súlyos állapotban szállítják kórházba ahol Tomrishoz kerül aki miután megtudja hogy lánya Simal meghalt a tűzesetben úgy dönt hogy megvédje unokáját Atlast akit Simal volt férje a részeges agresszív Bülent magához akar venni és a kisfiú a történtek miatt nem beszél megkéri Ciceket hogy lépjen a lánya helyébe majd miután mindenkivel elhitetti hogy Cicek halott Rüya úgy dönt szakít Iskenderrel akit a barátnője megölésével vádol a nő teljesen összeomlik a történtek miatt majd össze barátkozik Ömerrel. Miután Celebi rájön hogy Cemre valójában nem is halt meg a nő Ömert kéri meg hogy segítsen rajta Cemrének egy hamis útlevélel sikerül megszökni Günessel együtt azonban Celebi emberei folyamatosan a nyomokban vannak mikor a kislány váratlanul beteg lesz Celebi a kórházban megtalálja őket majd ismét elviszi Günest Cemre azonban ebbe nem törödik bele majd úgy dönt harcolni fog a férje ellen hogy visszaszeresse a lányát. Cicek teljesen kiborul miután rájőn mi történt vele azonban Tomris továbbra is elhitetti hogy Cicek valójában Simal ráadásul Bülent is felbukkan aki visszaakarja szerezni a családját. Rüya nyomozni kezd Cemre ügyében és kideriti hogy Celebi szándékosan mérgezi a feleségét. Kiderül hogy Iskendernek közé volt a tűzesetnek Rüya apjával Kemalal együtt leleteket kerestek azonban nem akartak megölni senkit Celebi úgy dönt hogy Ömert vádolja meg a tragédiával...

## Szereplők és magyar hangjaik
| Szereplő                  | Színész             | Magyar hang        |
| ------------------------- | ------------------- | ------------------ |
| Cemre Yıldırımlar Akınsel | Demet Evgar         | Zakariás Éva       |
| Çiçek Görgülü             | Hazar Ergüçlü       | Csifó Dorina       |
| Rüya Yıldırımlar Ataycı   | Dilan Çiçek Deniz   | Sallai Nóra        |
| Tomris Üstünoğlu          | Zuhal Olcay         | Kovács Nóra        |
| Ozan Akınsel              | Berkay Ateş         | Király Dániel      |
| Ömer Ataycı               | Cihangir Ceyhan     | Szatory Dávid      |
| Çelebi Kayabeyli          | Cem Bender          | Weil Róbert        |
| İskender Kayabeyli        | Berker Güven        | Schmied Zoltán     |
| Korkut Toprakoğlu         | Yiğit Sertdemir     | Fehér Péter        |
| Seher Akınsel             | Meltem Keskin       | Rátonyi Hajni      |
| Hülya Kayabeyli           | Nurhan Özenen       | Virághalmy Judit   |
| Adnan Özhalim             | Sekvan Serinkaya    | Orbán Gábor        |
| Güneş Kayabeyli           | Kayra Orta          | Hegedűs Johanna    |
| Atlas Mahirer             | Kaan Şener          | Szefcsik Leó       |
| Taner Güvenbağ            | Fatih Çetintaş      | Rada Bálint        |
| Hanım                     | Veda Yurtsever      | Kocsis Judit       |
| Hikmet Akinsel            | Bülent Düzgünoğlu   | Németh Gábor       |
| Arzu                      | Gökşen Ateş         | Erdős Borcsa       |
| İsmet                     | Bedia Ener          |                    |
| Zeyno                     | Sahra Şaş           | Gyöngy Zsuzsa      |
| Serkan                    | Bora Cengiz         |                    |
| Şimal Mahirer             | Aybike Turan        | Kardos Eszter      |
| Kenan Yıldırımlar         | Tayfun Erarslan     | Jakab Csaba        |
| Ali Başsaygın             | Toprak Can Adıgüzel | Markovics Tamás    |
| Bülent Mahirer            | Cem Sürgit          | Pál András         |
| Üzün                      | Rüzgar Diricanlı    | Szefcsik Boldizsár |
| Bekir                     | Ergün Metin         | Bordás János       |

## Magyar stáb
- Főcím, stáblista felolvasása: Endrédi Máté
- Magyar szöveg: Markwarth Zsófia; Balázs Tünde; Bernáth Orsolya
- Hangmérnök:
- Vágó:
- Gyártásvezető:
- Szinkronrendező: Nikodém Gerda
- Producer:
- Szinkronstúdió:
- Megrendelő: RTL Magyarország

## Évados áttekintés
| Évad | Évad | Török epizódok száma | Magyar epizódok száma | Eredeti sugárzás  | Eredeti sugárzás | Eredeti sugárzás | Magyar sugárzás   | Magyar sugárzás  | Magyar sugárzás |
| Évad | Évad | Török epizódok száma | Magyar epizódok száma | Évadpremier       | Évadfinálé       | Eredeti adó      | Évadpremier       | Évadfinálé       | Magyar adó      |
| ---- | ---- | -------------------- | --------------------- | ----------------- | ---------------- | ---------------- | ----------------- | ---------------- | --------------- |
|      | 1.   | 28                   | 90                    | 2020. november 5. | 2021. május 27.  | Show TV          | 2021. november 9. | 2022.március 24. | RTL Klub        |